# Julie Lutz
Julie Haynes Lutz (nacida en 1944) es una astrónoma y matemática que estudia las nebulosas planetarias y las estrellas binarias simbióticas. Lutz fue profesora Distinguida Boeing en Matemáticas y Ciencias de la Educación y directora del programa de astronomía en la Universidad Estatal de Washington. Se transfirió a la Universidad de Washington en 2000 y ahora es profesora emérita allí.

## Educación y carrera
Julie Haynes hizo sus estudios universitarios en la Universidad Estatal de San Diego. Obtuvo su Doctorado en la Universidad de Illinois en Urbana-Champaign, donde también conoció y se casó con su compañero de estudios de astronomía Thomas E. Lutz.
Se unió al profesora de Washington State en 1971. En Washington, presidió el Departamento de Matemáticas Puras y Aplicadas de 1992 a 1996, y participó activamente en la mejora de las ciencias de la educación en las escuelas primarias y secundarias. También fue presidenta de la Sociedad Astronómica del Pacífico desde 1991 hasta 1993.

## Reconocimiento
Lutz es miembro de la Real Sociedad Astronómica y de la Asociación Estadounidense para el Avance de la Ciencia. En 2004, United Negro College Fund otorgó a Lutz y a su esposo, el astrónomo George Wallerstein, el Premio del Presidente por sus actividades sustanciales a largo plazo y de recaudación de fondos para la organización.